# 檸檬可樂 (電影)
《檸檬可樂》，是1982年邵氏兄弟出品的香港青春愛情电影，由蔡繼光執導， 張國榮、周秀蘭、露雲娜、盧業瑂 及陳佩茜主演。電影劇情圍繞四名女生情竇初開的青春故事。本片是香港新浪潮的代表作之一，入圍第19屆金馬獎及第2屆香港電影金像獎共四項提名。

## 劇情
婷婷（周秀蘭 飾）、露露（陳佩茜 飾）、阿喪（露雲娜 飾）及阿肥（盧業瑂 飾）四人份屬好友，四人性格不同，各自有不同的經歷。其中婷婷參加話劇而認識了鄰校男生Jackson（張國榮 飾）後不久便墜入愛河。露露又暗戀上新來的代課老師.........

## 演員
- 張國榮 飾 陳傑遜
- 周秀蘭 飾 婷婷
- 露雲娜 飾 阿喪
- 盧業瑂 飾 阿肥
- 陳佩茜 飾 露露
- 蘇杏璇 飾 曾老師
- 盧婉茵 飾 喪媽
- 文方 飾 Jimmy Wong / 黃老師

## 電影歌曲

### 插曲
| 歌名           | 演唱者 | 作曲   | 填詞   |
| 〈白牆〉       | 曾路得 | 曾路得 | 盧國沾 |
| 〈凝望〉       | 張國榮 | 聶安達 | 鄭國江 |
| 〈願與你相對〉 | 周秀蘭 | 聶安達 | 麥偉珍 |
| 〈愛的空氣〉   | 曾路得 | 曾路得 | 林振強 |
| 〈檸檬可樂〉   | 露雲娜 | 聶安達 | 林振強 |

## 獎項
| 年份   | 頒獎典禮            | 獎項         | 獲提名 | 結果 |
| ------ | ------------------- | ------------ | ------ | ---- |
| 1982年 | 第19屆金馬獎        | 最佳原著劇本 | 高志森 | 提名 |
| 1982年 | 第19屆金馬獎        | 最佳美術設計 | 陳景森 | 提名 |
| 1983年 | 第2屆香港電影金像獎 | 最佳導演     | 蔡繼光 | 提名 |
| 1983年 | 第2屆香港電影金像獎 | 最佳新人     | 周秀蘭 | 提名 |

## 另見
- 張國榮影視作品列表

## 外部連結
- 香港影庫上《檸檬可樂》的資料（繁體中文）
- 開眼電影網上《檸檬可樂》的資料（繁體中文）
- 时光网上《檸檬可樂》的資料（简体中文）
- 豆瓣电影上《檸檬可樂》的資料 （简体中文）
- AllMovie上《檸檬可樂》的资料（英文）
- 互联网电影数据库（IMDb）上《檸檬可樂》的资料（英文）